# Alberto Cianchi
Alberto Cianchi (Firenze, 27 novembre 1927 – Bagno a Ripoli, 30 agosto 2009) è stato un dirigente sportivo e politico italiano.

## Biografia
Dopo aver praticato sport da giovane ha seguito successivamente la carriera da dirigente sportivo. Ha ricoperto la carica di presidente della Rari Nantes Florentia per più mandati, dal 1982 al 1987.
È stato inoltre consigliere della Federazione Italiana Nuoto dal 1982 al 1986, accompagnando la delegazione della nazionale azzurra di pallanuoto alle Olimpiadi di Los Angeles del 1984.
Parallelamente ha seguito anche la carriera politica: dal 1995, per due mandati, è stato eletto consigliere comunale a Firenze nelle liste prima nel PDS e poi dei Ds.